# Dinamikai rendszer (definíció)
Ez a szócikk a dinamikai rendszer fogalmának formális definícióiról szól. A dinamikai rendszerekről általában a fő szócikkben találhatók további ismeretek.
Egy dinamikai rendszer lényegében olyan matematikai objektumrendszer, mely pontok adott absztrakt térben történő mozgását modellezi konkrét törvényszerűségek mellett. A pont az idő előrehaladtával más és más pályát futhat be aszerint, hogy a tér mely pontjáról indítottuk. A dinamikai rendszereknél lényeges, hogy maga a törvényszerűség nem függ az idő múlásától, ahogy a newtoni dinamika törvényei sem függnek. Innen a „dinamikai” jelző.
Természetesen az absztrakt matematikai definíció szerint a tér lehet akármilyen topologikus tér, az időpillanatok helyett pedig nem csak a valós számegyenes pontjai állhatnak, hanem akár komplex számok is, sőt akármilyen additív félcsoport, akár diszkrét sokaság is.

## Az absztrakt definíciókról
A dinamikai rendszer definíciójának két fajtáját két szemlélet motiválja. Az egyik az autonóm (időfüggetlen) közönséges differenciálegyenletek, megoldásainak összességének személetes képe, a másik a mértékelméleti, ergodelméleti szemlélet. A mértékelméleti gondolat alapja az áramló folyadék viselkedése. Az ideális folyadék összenyomhatatlan, áramlása közben egy kiszemelt folyadékrész térfogata nem változik, csak az alakja. Ez a térfogatmérték-tartás, az invariáns mérték létezését feltevő ergodelméleti dinamikai rendszerek intuitív képének eredete. A két szemlélet között a Krilov–Bogoljubov-tétel teremt kapcsolatot, mely metrikus tér invariáns mértékének egzisztenciáját állítja egy, a téren ható folytonos leképezésre vonatkozóan.

## Általános definíció
Dinamikai rendszeren olyan (T, M, Φ) hármast értünk, melyben T egy monoid a + művelettel, M tetszőleges nemüres halmaz és Φ az alábbi tulajdonságoknak eleget tévő függvény:
{\displaystyle \Phi :U\subset T\times M\to M}
mellyel
{\displaystyle I(x)=\{t\in T:(t,x)\in U\}\,}
{\displaystyle \Phi (0,x)=x\,}
{\displaystyle \Phi (t_{2},\Phi (t_{1},x))=\Phi (t_{1}+t_{2},x),\,} minden {\displaystyle \,t_{1},t_{2},t_{1}+t_{2}\in I(x)\,}-re.
A Φ(t,x) függvény a rendszer időfejlődési függvényének nevezzük. Φ felfogható úgy, mint egy olyan hozzárendelés, mely az M halmaz minden x pontjához egy I(x) halmazon értelmezett, M-be érkező függvényt rendel. M-et még fázistérnek, x-et kezdeti állapotnak is nevezzük.
Szokásos jelölés még:
{\displaystyle \Phi _{x}(t):=\Phi (t,x)\,}
{\displaystyle \Phi ^{t}(x):=\Phi (t,x)\,}
amennyiben az egyik változót (az első esetben x-et, a második esetben t-t) rögzítjük. A rendszeraxiómák következménye, hogy ha Φ folytonos egy M feletti topológiában, akkor rögzített t-re Φt:M {\displaystyle \to } M homeomorfizmus (invertálható és inverzével együtt folytonos leképezés) és az inverze Φ−t.
Látható, hogy Φ pedig monoidhomomorfizmus T műveletére és az M {\displaystyle \to } M típusú leképezések közötti kompozícióra nézve:
{\displaystyle \Phi ^{t}\circ \Phi ^{s}=\Phi ^{t+s}}
A
{\displaystyle \Phi _{x}:I(x)\to M}
függvény az x ponton áthaladó áramvonal, melynek képhalmaza az x-en átmenő trajektória. A
{\displaystyle \gamma _{x}:=\{\Phi (t,x):t\in I(x)\}}
függvény az x-en áthaladó pálya.
Az M tér egy H részhalmazát Φ-invariánsnak nevezzük, ha H minden x elemére t „időpontra”
{\displaystyle \Phi (t,x)\in H}
azaz a pályák nem hagyják el H-t.

## Geometriai jellegű dinamikai rendszerek
Ezekben az esetekben M sokaság vagy gráf.

### Valós idejű dinamikai rendszerek
Speciális esetben (T, M, Φ)-ben T egy nyílt intervalluma R-nek, M differenciálható sokaság (lokálisan diffeomorf egy Banach-térrel, például véges dimenziós esetben minden pont egy nyílt környezetében invertálható és inverzével együtt differenciálható megfeleltetésbe hozható Rn egy nyílt részhalmazával), és Φ folytonos a T × M szorzatsokaságon. A T=R esetben a rendszert globálisnak nevezzük. Ha T a nemnegatív valós számok halmaza (kizárjuk az negatív időt), akkor persze + csak félcsoport-művelet. Ha Φ folytonosan differenciálható, akkor differenciálható dinamikai rendszerről beszélünk. Rn-nel lokálisan diffeomorf rendszer esetén véges, egyébként végtelen dimenziós a dinamikai rendszer.

### Diszkrét dinamikai rendszer
Diszkrét idejű dinamikai rendszer esetén (T, M, Φ)-ben T az egészek vagy a nemnegatív egészek halmaza, M differenciálható sokaság.

## Példa differenciálegyenletből definiált dinamikai rendszerre
A dinamikai rendszerek létrejöttének fő motivációja a dinamikában szereplő közönséges differenciálegyenletek. Legyen f(t,x) olyan folytonos függvény, mely R × R3-ból képez R3-ba, x0 adott pont a térben. Ekkor a
{\displaystyle {\dot {x}}=f(t,x)}
{\displaystyle x|_{t=0}=x_{0}}
kezdetérték-feladat azt kívánja meghatározni, hogy f által szabályozott sebességű test milyen pályát fut be, amennyiben az x0 pontból indítjuk.
- autonómnak nevezzük, a rendszert, ha f nem függ az időtől és
- homogénnek, ha {\displaystyle f(t,0)=0} minden {\displaystyle t\,}-re, azaz a nullából induló megoldások mind a nullában maradnak.

Ha tekintjük minden x0-ra az egyenlet megoldásait, akkor a differenciálegyenlet
{\displaystyle \mathrm {sol_{t_{0},x_{0}}(t)} }
megoldásai a dinamikai rendszert alkotják.
{\displaystyle \Phi (t_{2},\Phi (t_{1},x))=\Phi (t_{1}+t_{2},x),\,}
szemléletes jelentése a következő. Az x pontból induló megoldás t1 idő elteltével az y = Φ(t1,x) pontba érkezik. Az y pontból induló megoldás t2 idő elteltével ugyanoda érkezik, mint ahova az x pontból érkező megoldás t1 + t2 idő múlva, azaz a Φ(t2,y) = Φ(t1 + t2,x) pontba.